# جورجيا دونستون
باحثة في علم الوراثة وهي مديرة المركز القومى للجينوم البشرى بجامعة هاوارد في واشنطن.وهي تعمل جاهدة للتأكد من أن المعلومات التي يتم التوصل إليها من معرفة ترتيب الجينوم البشرى تستخدم في المساعدة على الوقاية من الأمراض المنتشرة بين الأمريكيين من أصل إفريقى وعلاجها. وقد بدأت دونستون كذلك بمشروع يتيح الفرصة لطلاب جامعة هاوارد للمشاركة في أبحاث الجينوم البشرى.

## وصلات خارجية
- صفحة السيرة الذاتية للدكتورة دونستون بجامعة هوارد